# Bruno Tertrais
 (janvier 2017).
Bruno Tertrais (né le 9 novembre 1962 à Paris) est un politologue français spécialisé dans l'analyse géopolitique et stratégique.
Ses domaines de spécialisation sont la géopolitique et les relations internationales, les crises et les conflits, la stratégie américaine et les relations transatlantiques, la sécurité au Moyen-Orient et en Asie et la dissuasion nucléaire.

## Biographie

### Jeunesse et études
Bruno Tertrais est diplômé de l’Institut d'études politiques de Paris (1984, section Service Public). Il est également titulaire d'une maîtrise en droit public obtenu à l'université Paris-Nanterre en 1984 et d'un DEA de politique comparée de la même université, obtenu en 1985.
En 1994, il soutient, à l'IEP de Paris, une thèse de doctorat en science politique, intitulée « La stratégie nucléaire de l’OTAN : dissuasion élargie et rôle des armes nucléaires américaines en Europe, 1949-1992 », sous la direction de Pierre Hassner.

### Parcours professionnel
Bruno Tertrais commence sa carrière au sein de la direction des Affaires stratégiques du ministère de la Défense (1993-2001). Il travaille ensuite au sein de l'assemblée de l'Organisation du traité de l'Atlantique nord avant de rejoindre  en 2001 la Fondation pour la recherche stratégique (en) (FRS), dont il est aujourd'hui directeur adjoint. Il est également senior fellow à l'Institut Montaigne, et conseiller scientifique auprès du Haut-commissaire au plan.
En 2017, lors de la campagne présidentielle, Bruno Tertrais fait partie du groupe d'experts qui conseillent Emmanuel Macron sur les questions diplomatiques et militaires,.

## Prises de position
Bruno Tertrais tient des positions climato-dénialistes et est membre de l'Association des climato-réalistes,,.

## Récompenses et distinctions

### Décorations
- 2014 :  Chevalier de la Légion d'honneur[10]

### Prix
- 2010 : Prix Vauban pour l'ensemble de son œuvre
- 2013 : Grand prix de l'impertinence et des bonnes nouvelles décerné par le Cercle des entrepreneurs du futur animé par Michel Godet pour un essai intitulé Un monde de catastrophes ? Mythes et réalités du progrès
- 2016 : Prix Brienne du livre géopolitique pour Le Président et la Bombe. Jupiter à l'Élysée, avec Jean Guisnel
- 2017 : Prix Georges Erhard décerné par la Société de géographie pour L'Atlas des frontières. Murs, Conflits, Migrations, avec Delphine Papin

## Publications

### Livres et autres publications individuelles
- L'Arme nucléaire après la Guerre froide. L'Europe, l'alliance atlantique et l'avenir de la dissuasion, CREST et Economica, Paris, 1994.
- Nuclear Policies in Europe, Adelphi Paper no 327, IISS et Oxford University Press, Oxford, 1999.
- US Missile Defence: Strategically Sound, Politically Questionable, Centre for European Reform, Londres, 2001.
- La Guerre sans fin. L'Amérique dans l'engrenage, Le Seuil (La République des idées), Paris, 2004.
- Quatre ans pour changer le monde. L’Amérique de Bush, 2005-2008, CÉRI et Autrement, Paris, 2005.
- Dictionnaire des enjeux internationaux, l'actualité mondiale en 750 mots-clés, Éditions Autrement, Paris, 2006.
- Europe/États-Unis : valeurs communes ou divorce culturel ?, Fondation Robert-Schuman, Paris, 2006.
- La France et la dissuasion nucléaire - Concept, moyens, avenir, La Documentation française, Paris, 2007.
- Iran, la prochaine guerre, Le Cherche midi, Paris, 2007.
- Où va l'Amérique?, Fondation pour l'innovation politique, Paris, 2007.
- L'arme nucléaire, PUF, coll. « Que sais-je ? », Paris, 2008.
- Le Marché noir de la Bombe. Enquête sur la prolifération nucléaire, Buchet-Chastel, Paris, 2009.
- La Guerre, PUF, coll. « Que sais-je ? », Paris, 2010.
- 25 questions décisives: la menace nucléaire, Armand Colin, Paris, 2011.
- Atlas mondial du nucléaire, Éditions Autrement, Paris, 2011.
- L'apocalypse n'est pas pour demain. Pour en finir avec le catastrophisme, Éditions Denoël, Paris, 2011.
- Les Guerres du climat. Contre-enquête sur un mythe moderne, CNRS Éditions, Paris, 2016.
- Les Vingt prochaines années. L'avenir vu par les services de renseignement américains, Les Arènes, Paris, 2017.
- La Revanche de l'Histoire, Odile Jacob, 2017 (ISBN 978-2-7381-4906-0).
- Le Choc démographique, Odile Jacob, 2020.
- La Guerre des mondes : Le Retour de la géopolitique et le Choc des empires, Paris, Éditions de l'Observatoire, octobre 2023 (ISBN 9791032927779).
- Pax atomica ? : Théorie, pratique et limites de la dissuasion, Paris, Odile Jacob, janvier 2024 (ISBN 9782415005849).
- La Question israélienne, Paris, Éditions de l'Observatoire, février 2025, 176 p. (EAN 9791032933435, présentation en ligne).

### Ouvrages collectifs
- Bruno Tertrais et Isabelle Cordonnier, L'Asie nucléaire, Institut français des relations internationales et La Documentation française, Paris, 2001.
- Bruno Tertrais et Jean Guisnel, Le Président et la Bombe. Jupiter à l'Élysée, Editions Odile Jacob, 2016.
- Bruno Tertrais et Delphine Papin, L'Atlas des frontières : murs, conflits, migrations, Paris, Les Arènes, 2016 (ISBN 978-2-35204-565-6) (nouvelle édition 2021, 2024).
- Bruno Tertrais (direction), Bruno Racine (préface) et alii, Atlas militaire et stratégique, Éditions Autrement, 2008 (dernière édition 2023).

### Préfaces
- Aurélien Duchêne, La Russie de Poutine contre l'Occident, Editions Eyrolles, 2024  (ISBN 978-2-416-01758-2).